# Allochalcis nervosa
Allochalcis nervosa är en stekelart som beskrevs av Jean-Jacques Kieffer 1905. Allochalcis nervosa ingår i släktet Allochalcis och familjen bredlårsteklar.
Artens utbredningsområde är Madagaskar. Inga underarter finns listade i Catalogue of Life.